# Georg Gustav Kubasch
Georg Gustav Kubasch (obersorbisch Jurij Gustav Kubaš; * 15. November 1845 in Schönau bei Kamenz; † 2. August 1924 in Nebelschütz) war ein sorbischer Pfarrer, Redakteur und Publizist.

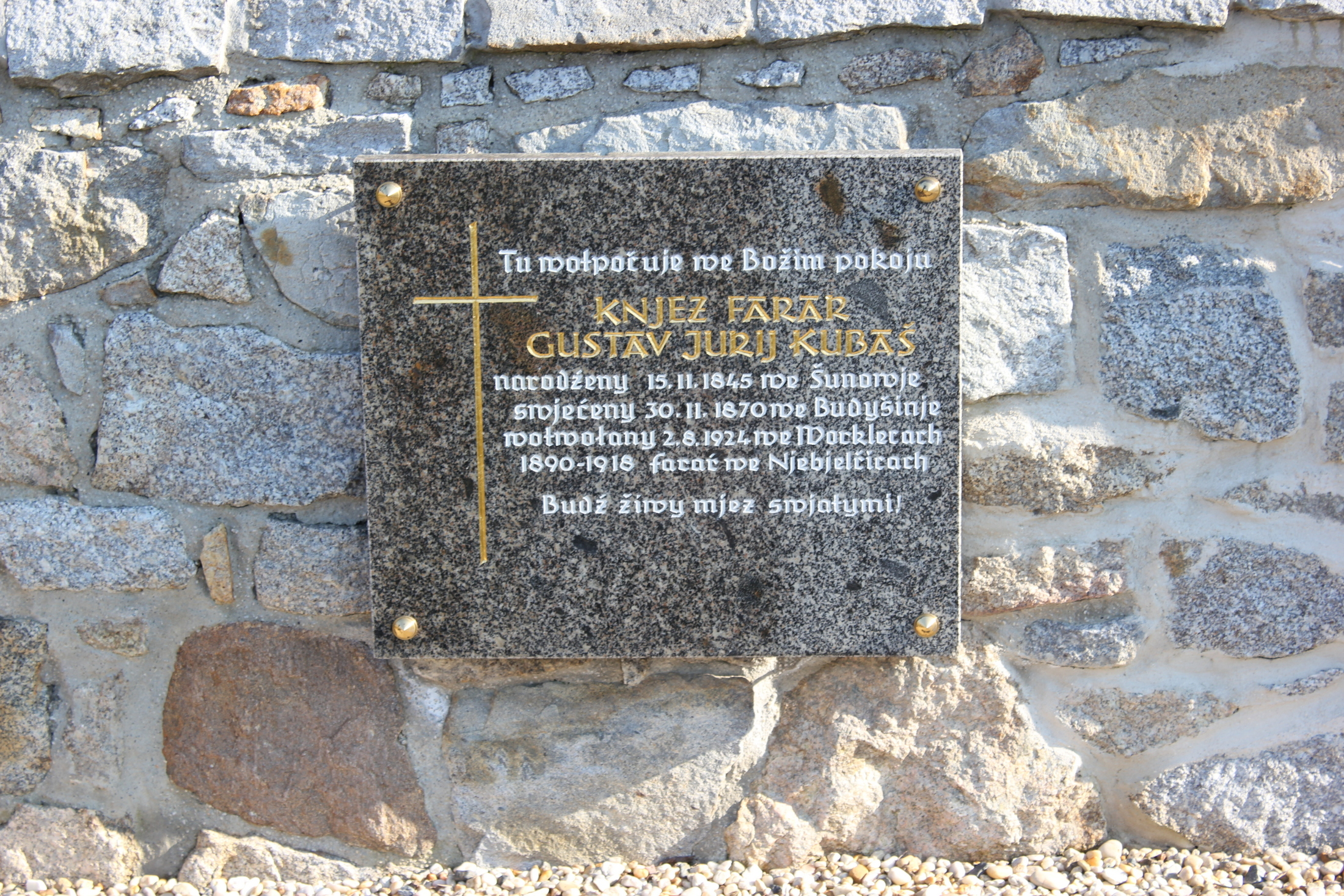
Gedenkstein auf dem Nebelschützer Friedhof

Nach seiner Grundschulzeit in Ralbitz und dem Besuch des Kleinseitner Gymnasiums in Prag studierte er Philosophie und Theologie. Von 1870 bis 1875 arbeitete Kubasch als Kaplan in Königshain. Danach war er von 1875 bis 1876 in Ralbitz und von 1876 bis 1890 in Nebelschütz tätig. Als Pfarrer arbeitete er ab 1890 wiederum in Ralbitz und von 1891 bis 1918 in Nebelschütz.
In seiner Jugend entwickelte Kubasch ein großes sorbisch-patriotisches Bewusstsein. Er schrieb bis zu seinem Tod Artikel für den Katolski Posoł und auch für die Serbske Nowiny. Während seiner Amtszeit in Nebelschütz publizierte er die sorbische Bauernzeitschrift Serbski Hospodar. Letztere richtete sich an die Bauern der Oberlausitz. Kubasch, der seit jeher seinen Kontakt zur Landbevölkerung beibehielt, unterstützte mit großem Engagement die 1888 erfolgte Gründung des Sorbischen Bauernvereins. Seit 1869 war er Mitglied der wissenschaftlichen Gesellschaft Maćica Serbska.
In zahlreichen Artikeln für den Katolski Posoł entwickelte Kubasch einen ausgeprägten Antijudaismus, der hauptsächlich religiös motiviert erscheint, aber auch typische antisemitisch-rassistische Vorurteile seiner Zeit bedient und ein Vorgehen von Staat und Bevölkerung gegen „die Juden“ zu rechtfertigen sucht.